# Madarcos
Madarcos település Spanyolországban, Madrid tartományban. Madarcos Piñuécar-Gandullas, Horcajo de la Sierra-Aoslos, Horcajuelo de la Sierra, Prádena del Rincón és Puentes Viejas községekkel határos. Lakosainak száma 70 fő (2024).

## Népesség
A település népessége az utóbbi években az alábbiak szerint változott:
| Lakosok száma | 23   | 31   | 45   | 49   | 53   | 47   | 46   | 48   | 63   | 70   |
|               | 2001 | 2004 | 2007 | 2009 | 2012 | 2014 | 2017 | 2019 | 2022 | 2024 |